# O Que Você Quer Saber de Verdade
O Que Você Quer Saber de Verdade é o oitavo álbum de estúdio da cantora e compositora carioca Marisa Monte. Após cinco anos, a cantora retorna com seu novo disco, lançado em 31 de outubro de 2011 pela EMI, sendo o oitavo álbum da cantora que debutou em primeiro lugar na posição de discos mais vendidos do Brasil. Foi também produzido pela própria Marisa, e co-produzido pelo seu amigo de anos, Dadi. As faixas do álbum foram compostas com novos e antigos parceiros, como Arnaldo Antunes, Carlinhos Brown e Jorge Ben Jor. A canção "Ainda Bem" conta com a participação de os integrantes do grupo Nação Zumbi: Lúcio Maia, Pupillo e Alexandre Dengue.
O álbum recebeu críticas positivas. A revista Rolling Stone disse que a cantora fez um belo álbum "em águas claras e com o jogo ganho", se referindo que o trabalho tem qualidade e potencial, mas não tem ousadia, o que não tira a beleza da obra. A Billboard Brasil o considerou o melhor álbum de 2011, junto com o disco de Seu Jorge, Músicas Para Churrasco Part. 1. Inclusive, a cantora deu uma entrevista à revista e foi a capa da edição de dezembro/janeiro. O álbum é conhecido por apresentar texturas similares a seus trabalhos anteriores, especialmente a do seu trabalho em trio (ao lado de Carlinhos Brown e Arnaldo Antunes), os Tribalistas.
Entre suas 14 faixas, o álbum possui 6 regravações (O Que Você Saber de Verdade de Arnaldo Antunes, Ainda Bem de Mina, Descalço No Parque de Jorge Benjor, Nada Tudo de André Carvalho, Verdade, Uma Ilusão de Carlinhos Brown e Bem Aqui de Dadi), 8 canções inéditas (Amar Alguém, Depois, Era Óbvio, O Que Se Quer, Nada Tudo, Aquela Velha Canção, Seja Feliz e Hoje Eu Não Saio Não) e uma versão em português de um tango de Frederico Esposito.
A canção "Ainda Bem" foi escrita por Marisa para a cantora italiana Mina, cuja versão se encontra no álbum "Piccolino" da mesma.
Entre junho de 2012 e novembro de 2013, Marisa embarcou na turnê "Verdade, Uma Ilusão", promovendo o álbum. Em maio de 2014 o DVD da turnê, Verdade, Uma Ilusão Tour 2012/2013 foi lançado.
O álbum vendeu mais de 260 mil cópias, sendo assim Disco de Platina Triplo, mas não foi certificado pela ABPD.

## Faixas
| N.º            | Título                             | Compositor(es)                                       | Duração |  |
| 1.             | "O Que Você Quer Saber de Verdade" | Arnaldo Antunes Carlinhos Brown Marisa Monte         | 2:19    |  |
| 2.             | "Descalço no Parque"               | Jorge Ben Jor                                        | 2:55    |  |
| 3.             | "Depois"                           | Antunes Brown Monte                                  | 2:55    |  |
| 4.             | "Amar Alguém"                      | Antunes Dadi Carvalho Monte                          | 3:04    |  |
| 5.             | "O Que Se Quer"                    | Rodrigo Amarante Monte                               | 2:48    |  |
| 6.             | "Nada Tudo"                        | André Carvalho                                       | 3:15    |  |
| 7.             | "Verdade, Uma Ilusão"              | Antunes Brown Monte                                  | 4:14    |  |
| 8.             | "Lencinho Querido (El Panuelito)"  | Frederico Esposito Haroldo Barbosa (versão original) | 3:22    |  |
| 9.             | "Ainda Bem"                        | Monte Antunes                                        | 3:36    |  |
| 10.            | "Aquela Velha Canção"              | Brown Monte                                          | 3:25    |  |
| 11.            | "Era Óbvio"                        | Monte Antunes                                        | 4:20    |  |
| 12.            | "Hoje Eu Não Saio Não"             | Antunes Marcelo Jeneci Betão Chico Salem             | 2:55    |  |
| 13.            | "Seja Feliz"                       | Dadi Monte Antunes                                   | 2:59    |  |
| 14.            | "Bem Aqui"                         | Antunes                                              | 3:36    |  |
| Duração total: | Duração total:                     | Duração total:                                       | 45:43   |  |

## Desempenho nas tabelas musicais

### Posições
| Tabela musical (2012–13)                                | Melhor posição |
| ------------------------------------------------------- | -------------- |
| Brasil (Associação Brasileira dos Produtores de Discos) | 2              |
| Portugal (Associação Fonográfica Portuguesa)            | 8              |

## Uso em trilhas sonoras
- "Ainda bem" foi usada na trilha sonora da telenovela brasileira Amor Eterno Amor.
- "Depois", o terceiro single, foi incluída na telenovela Avenida Brasil.
- "Aquela velha canção" foi incluída na telenovela Guerra dos Sexos.
- "Verdade, Uma Ilusão" foi incluída na telenovela Alto Astral.
- "O Que Se Quer" foi incluída na telenovela A Regra do Jogo.